# Biserica de lemn din Valea Lungă, Hunedoara

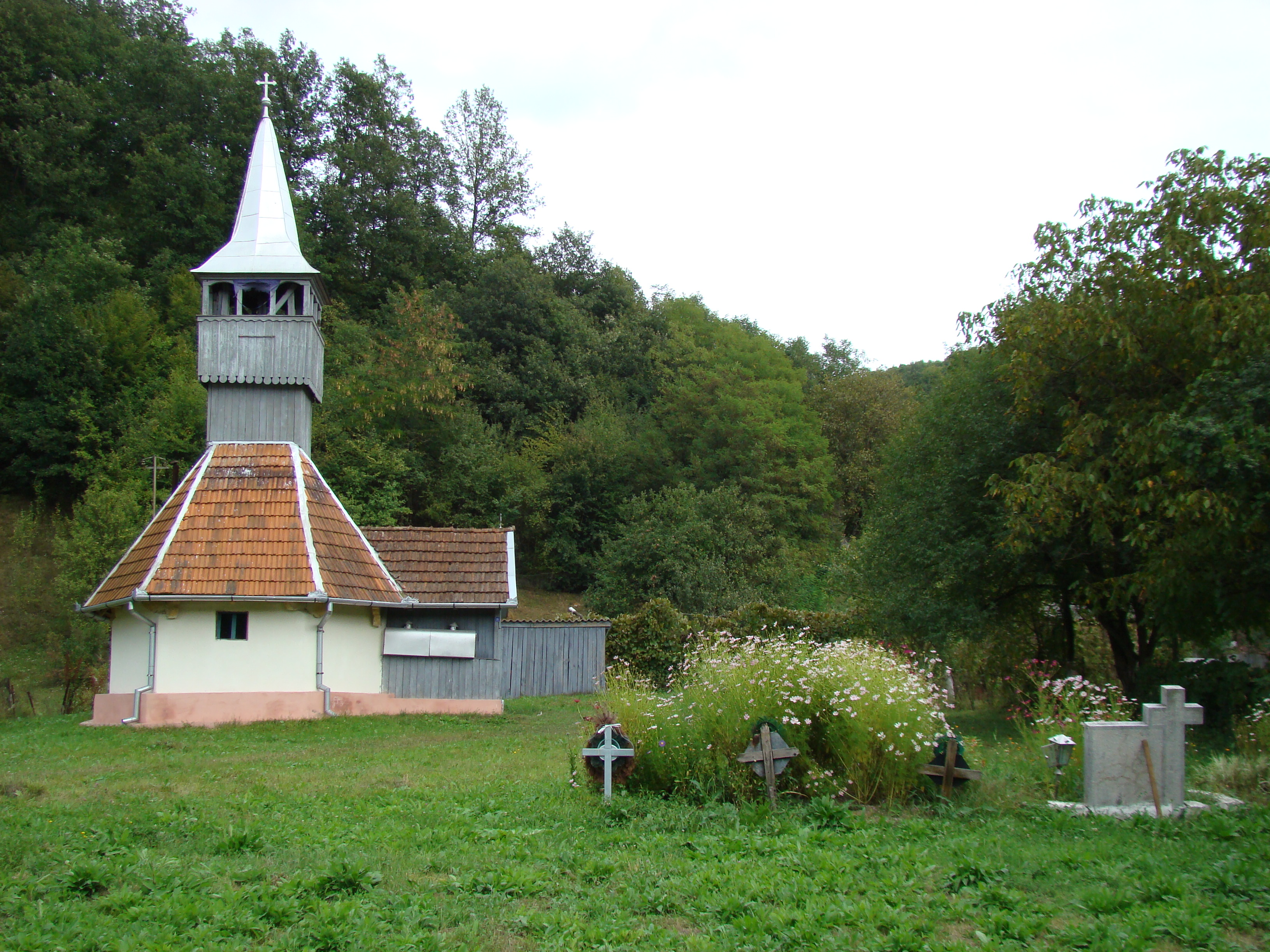
Biserica de lemn „Buna Vestire” din Valea Lungă, comuna Ilia, județul Hunedoara, foto: septembrie 2009.

Biserica de lemn din Valea Lungă, comuna Ilia, județul Hunedoara a fost ridicată în secolul XVII. Are hramul „Buna Vestire” (25 Martie) și nu figurează pe noua listă a monumentelor istorice. 

## Istoric
Biserica satului Valea Lungă, închinată ,,Cuvioasei Parascheva”, a fost ridicată în cursul secolului al XVII-lea, vechime sugerată de planul său arhaic, anume un dreptunghi, cu terminațiile altarului și ale pronaosului nedecroșate, poligonale cu trei  laturi;  datarea este întărită de menționarea lăcașului atât în tabelele conscripțiilor din anii 1733, 1750, 1761-1762, 1805 și 1829-1831, cât și pe harta iosefină a Transilvaniei (1769-1773). 
Pronaosul este suprapus de un turn-clopotniță cu foișor deschis și coif octogonal evazat, învelit în tablă; la acoperișul propriu-zis s-a folosit țiglă. În anul 1786, lăcașul a fost supus unei ample renovări, cu caracter de rectitorire. Fie cu acel prilej, fie la scurt timp după, suprafața interioară a bârnelor a fost împodobită pictural de zugravul Urean cel Tânăr; pisania fragmentară (,,... s-au zugrăvit această sfântă biserică pentru banii ce s-au aflat în biserică ceva. În anul acesta trăia Cozmă Toderilă, Cozmă, Toder, Ion, Petru, Petruțu, Blaj; și eu, zugrav Urean cel Tânăr.”) și legendele reprezentărilor iconografice fac trimitere la grafia vechilor manuscrise. Decorul degradat al pereților a fost mascat, în 1899, sub un strat de tencuială improprie, regăsită și la exteriorul lăcașului; în dreptul intrării sudice și-a făcut apariția un pridvor deschis din scânduri. În anul 1930, la nivelul bolții naosului, rămasă aparentă, s-a executat, peste pictura originară, o zugrăveală decorativă;   medalioanele iconografice de pe pereții aceleiași încăperi aparțin unei etape ulterioare. Ultimele reparații s-au desfășurat în anii 2007-2008. 

## Imagini

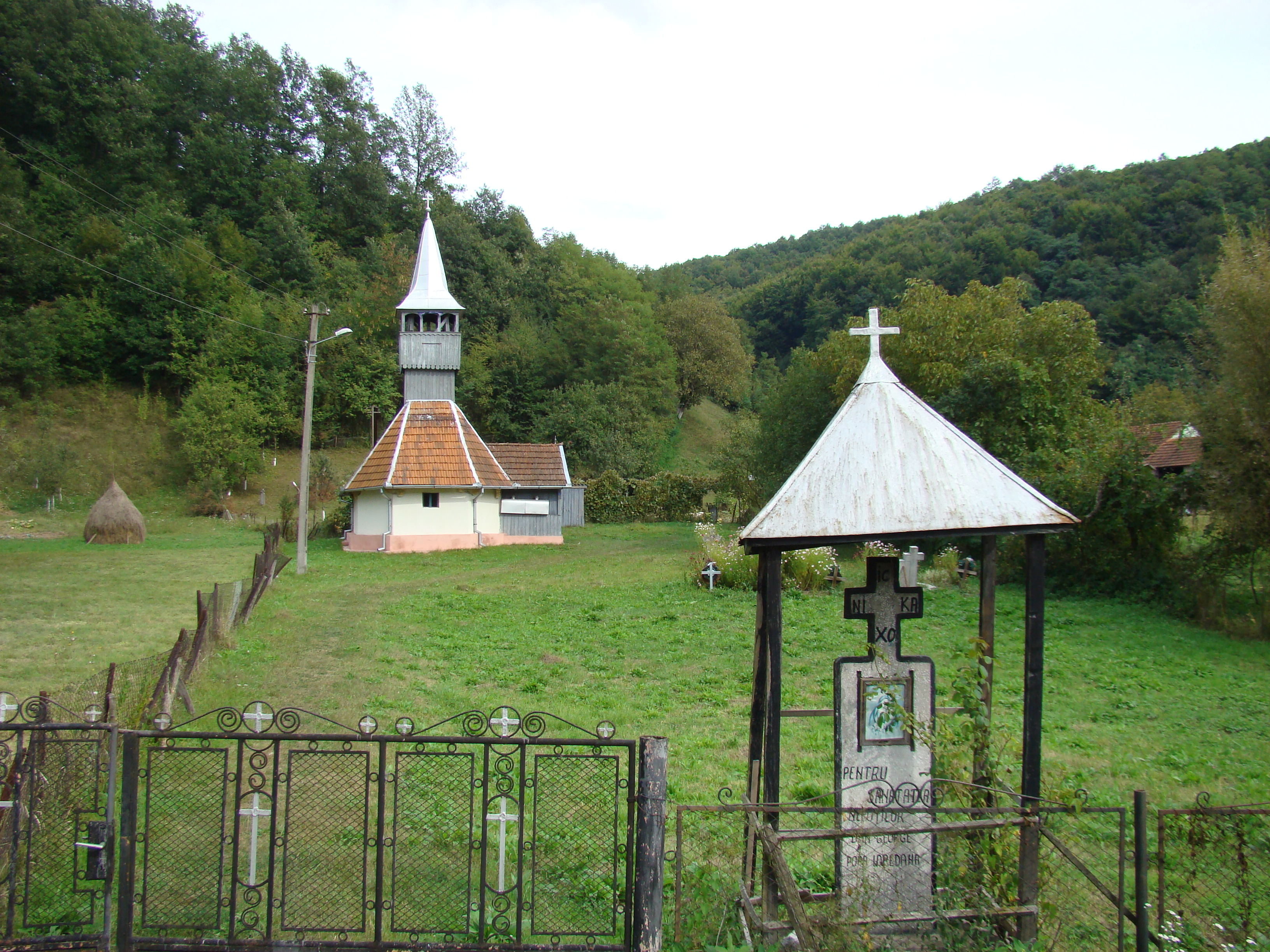
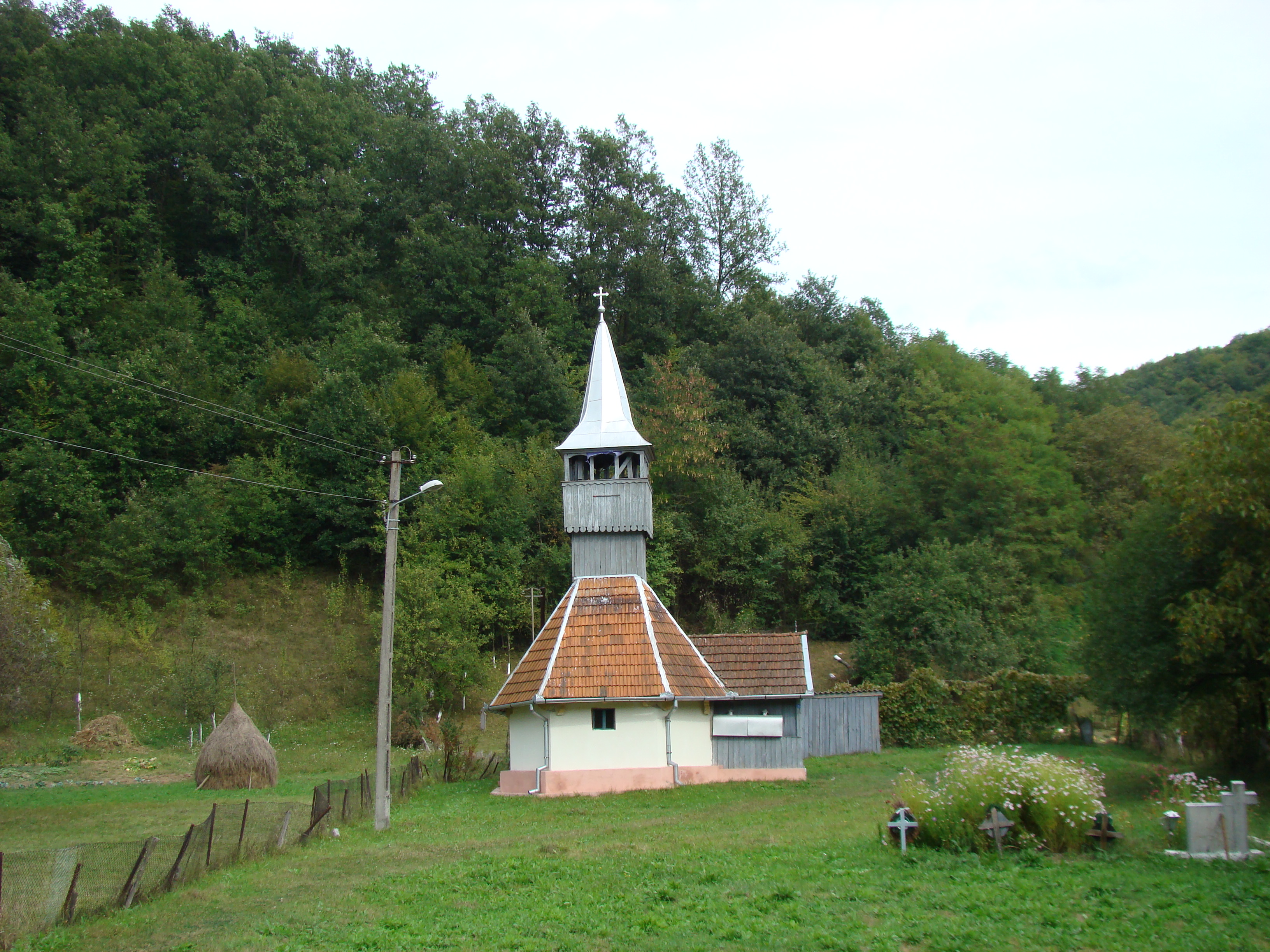
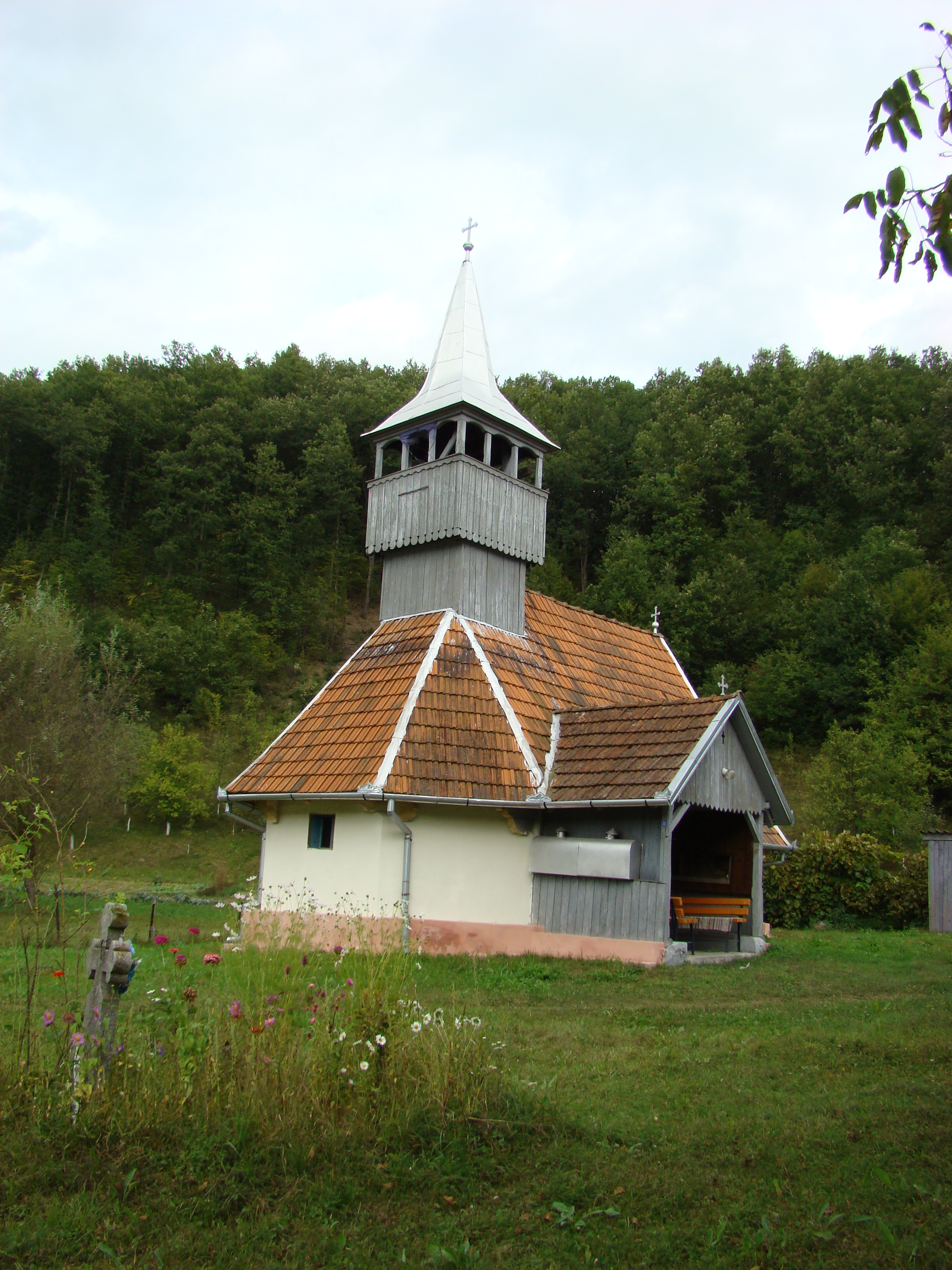
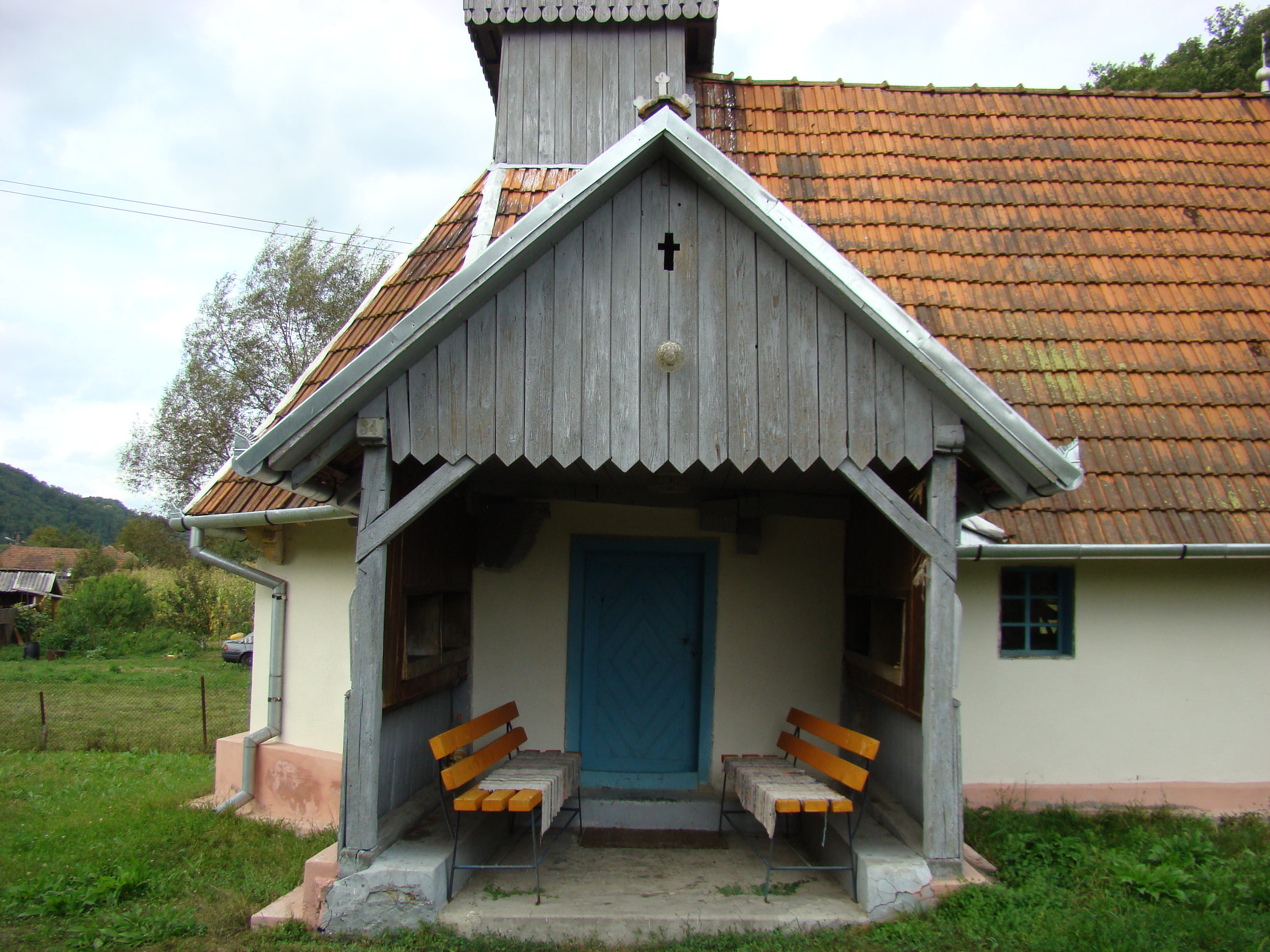
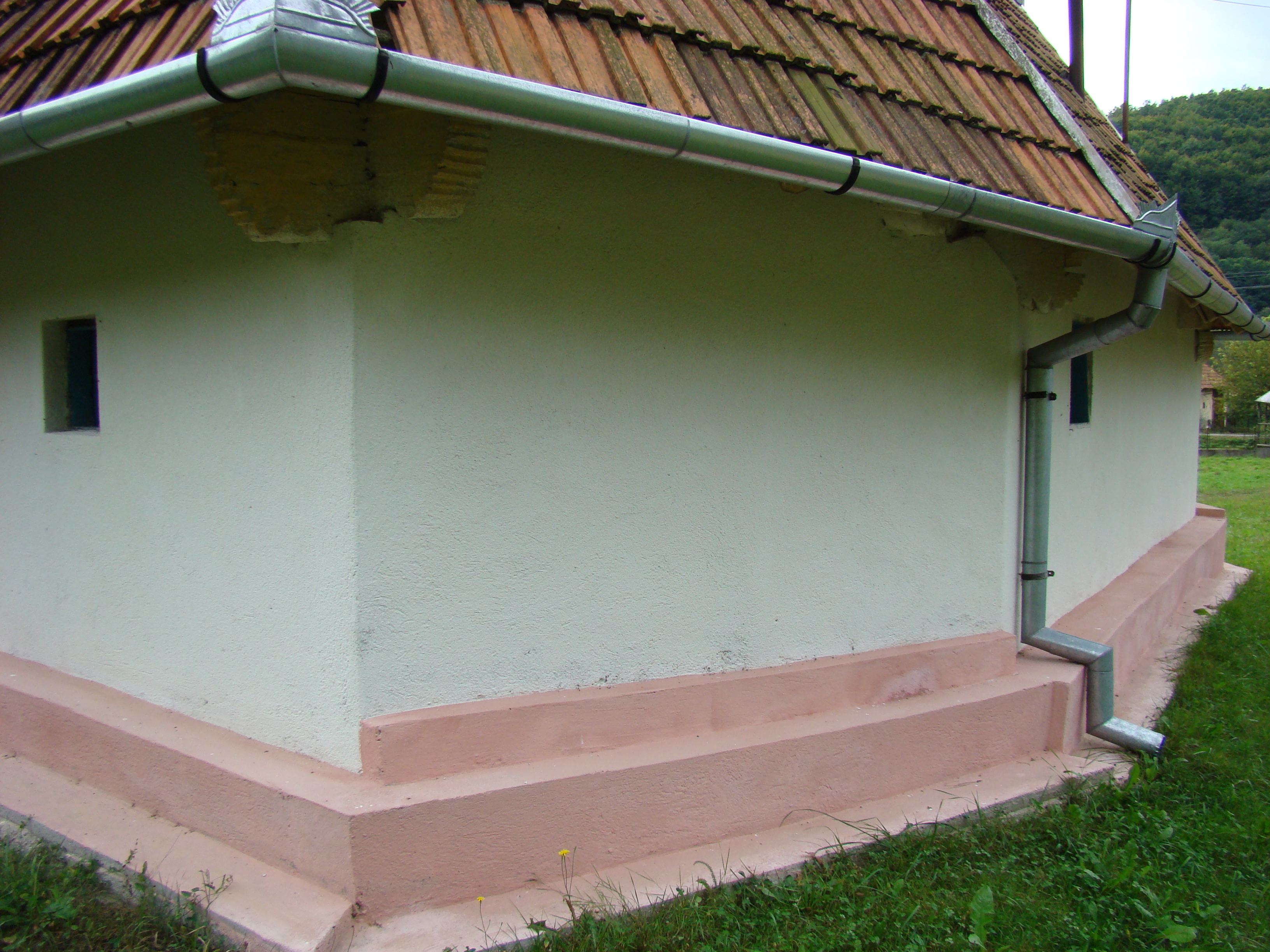
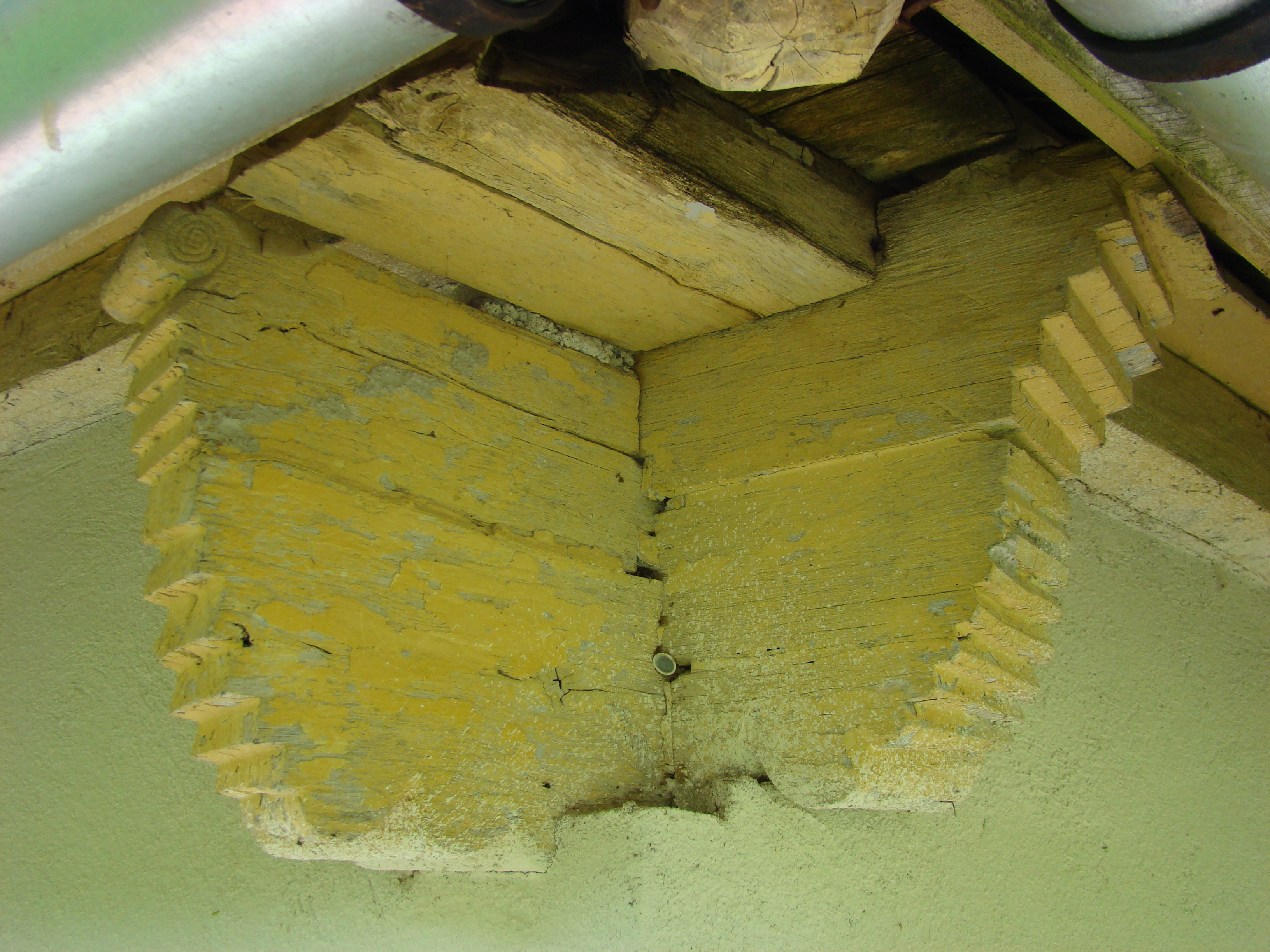
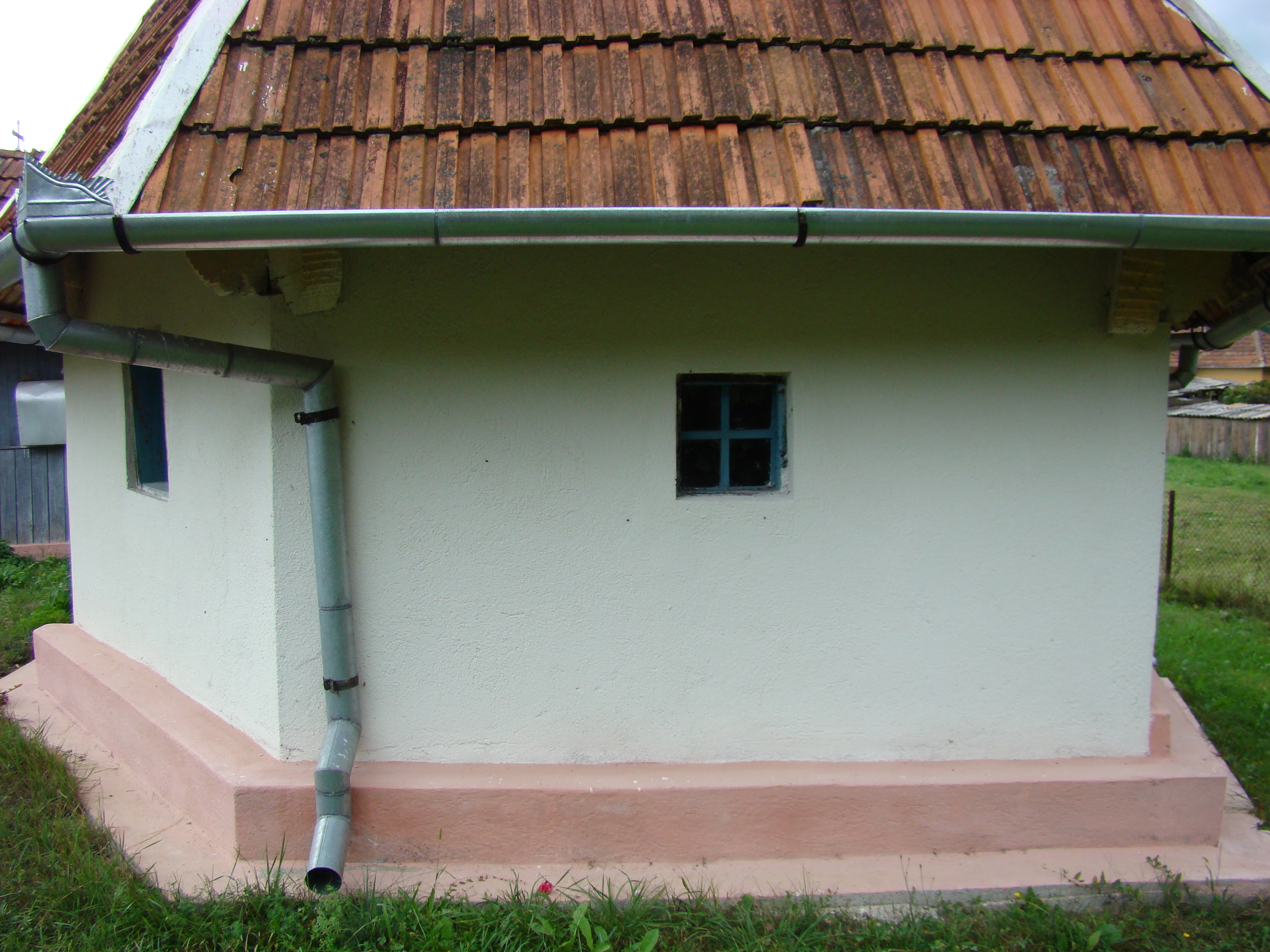
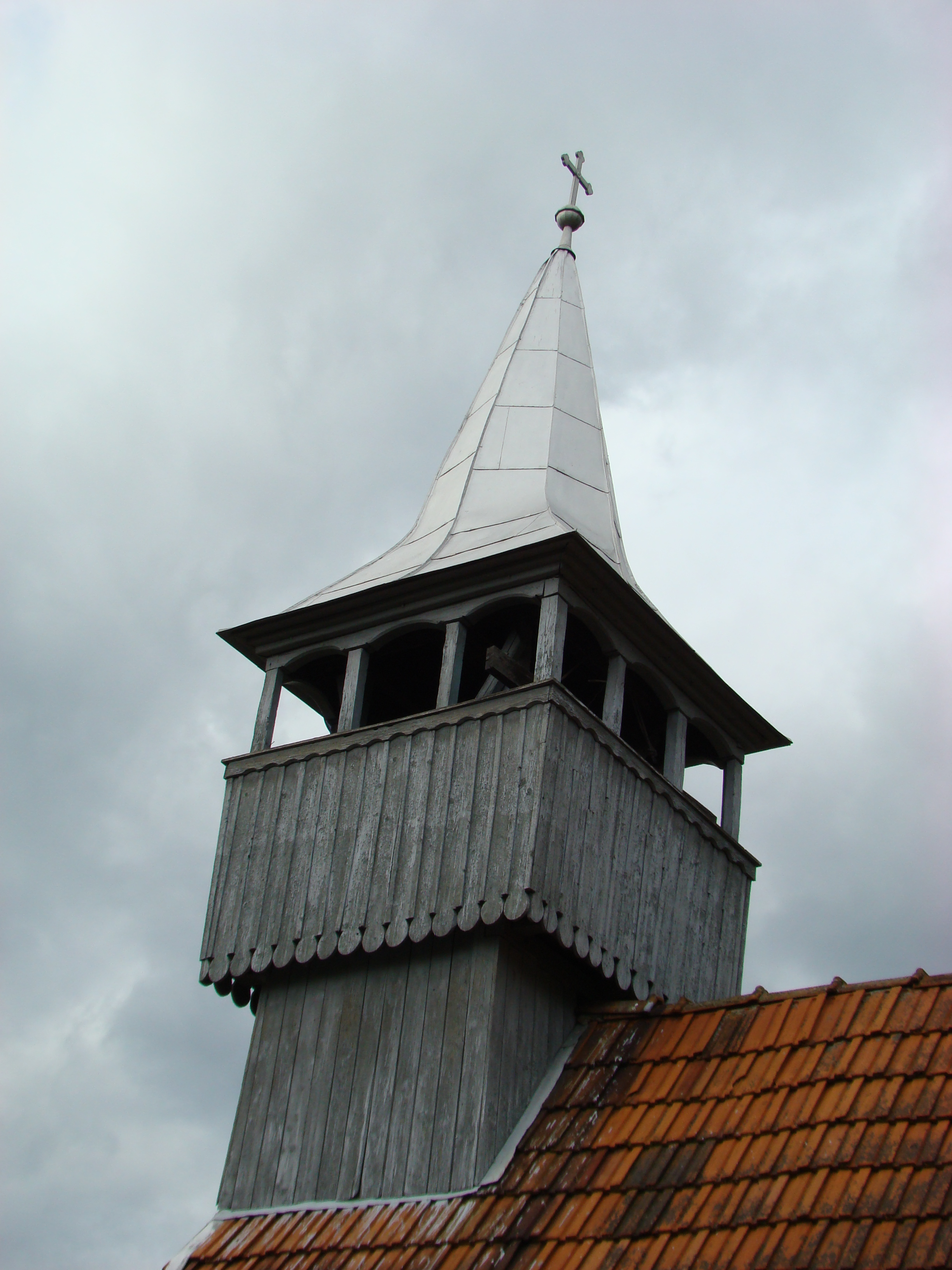
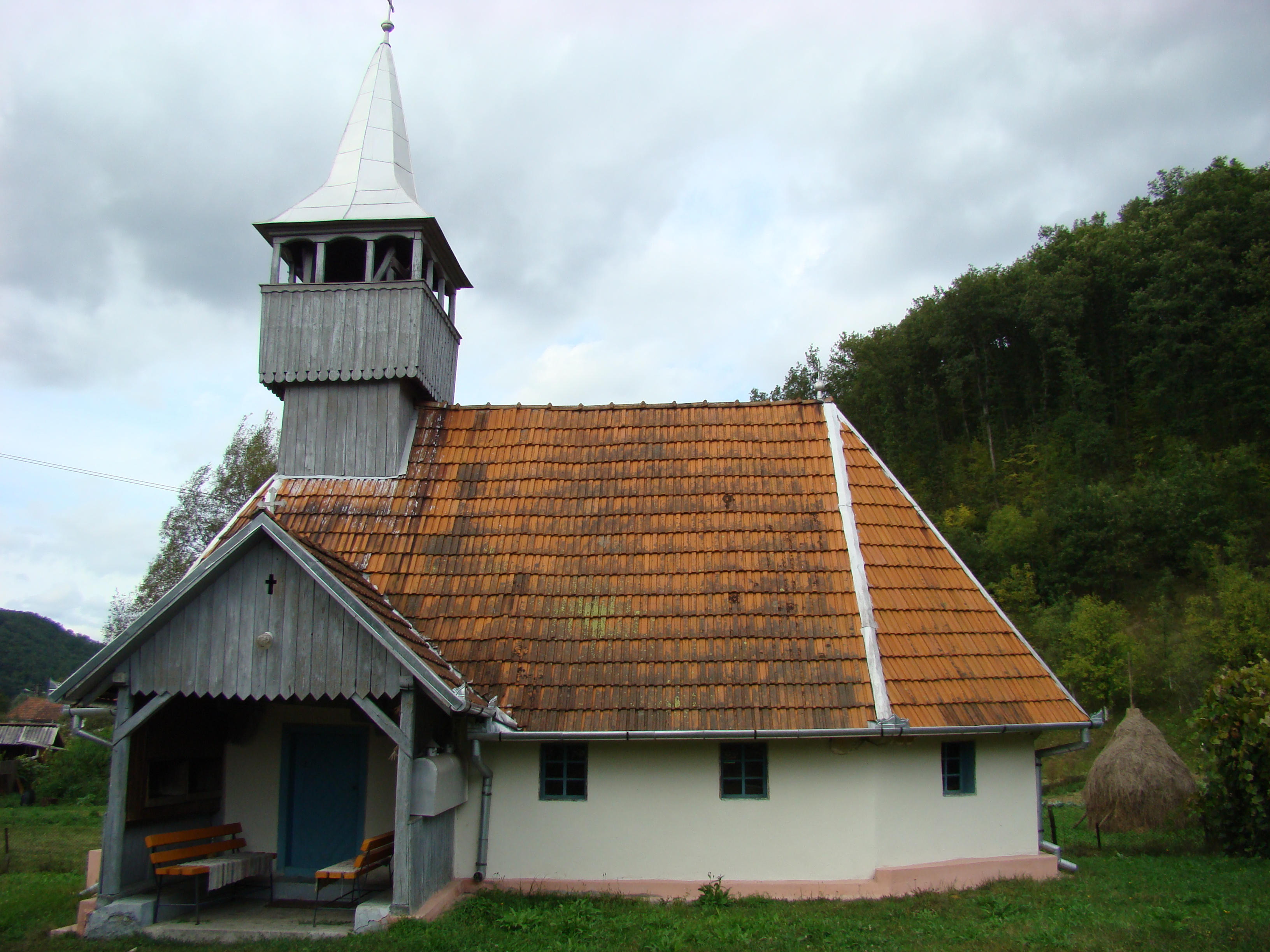
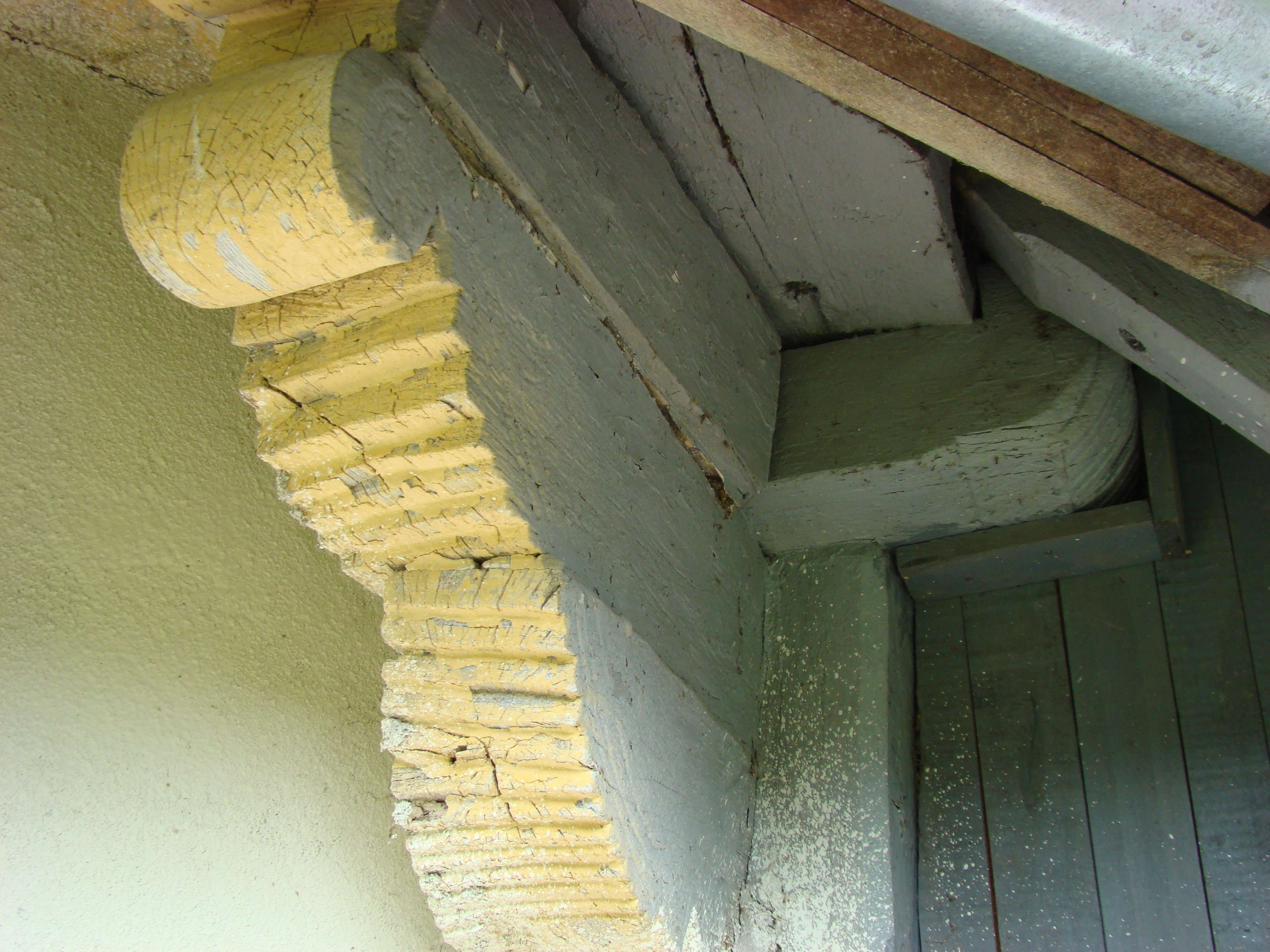
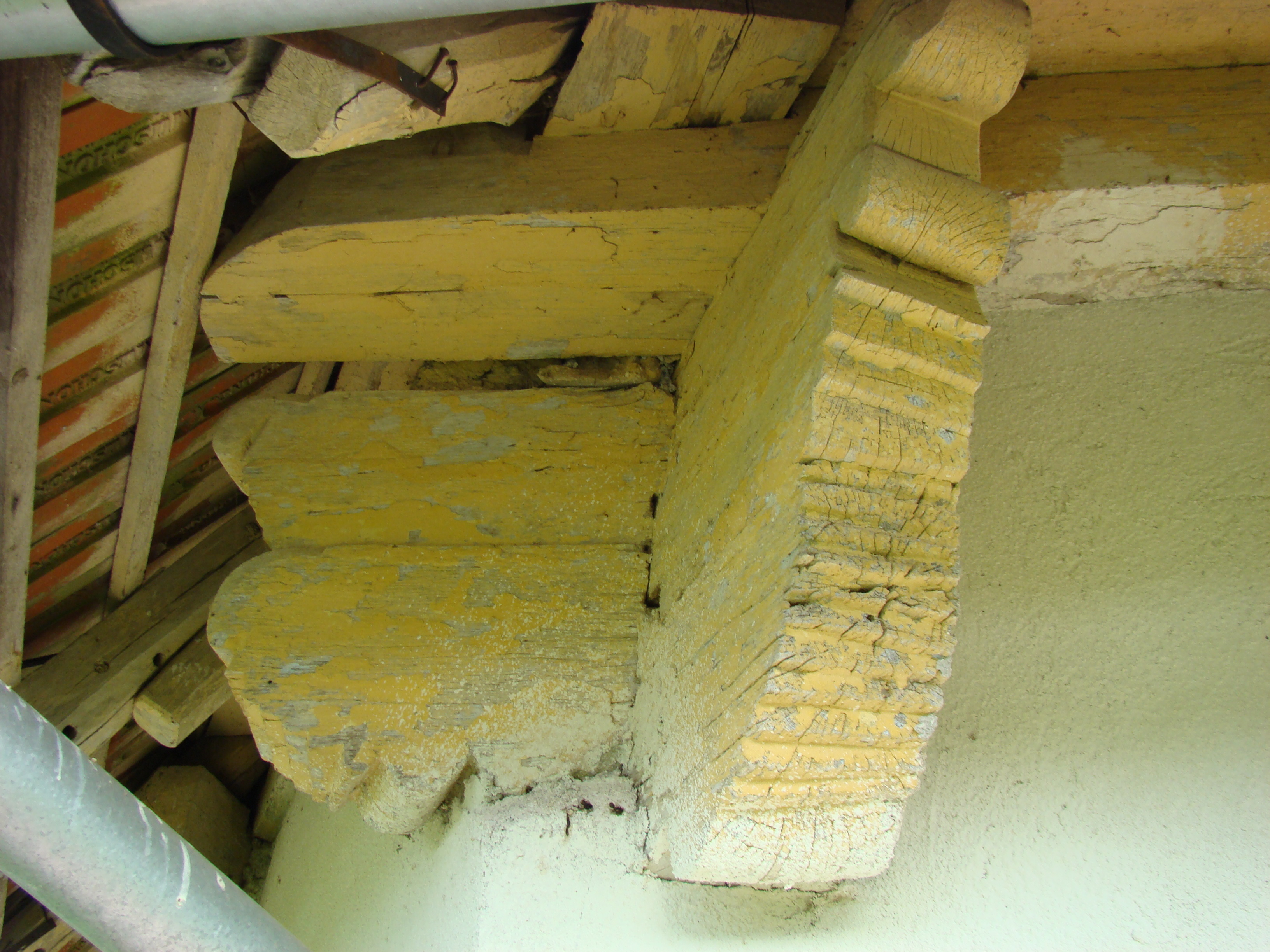
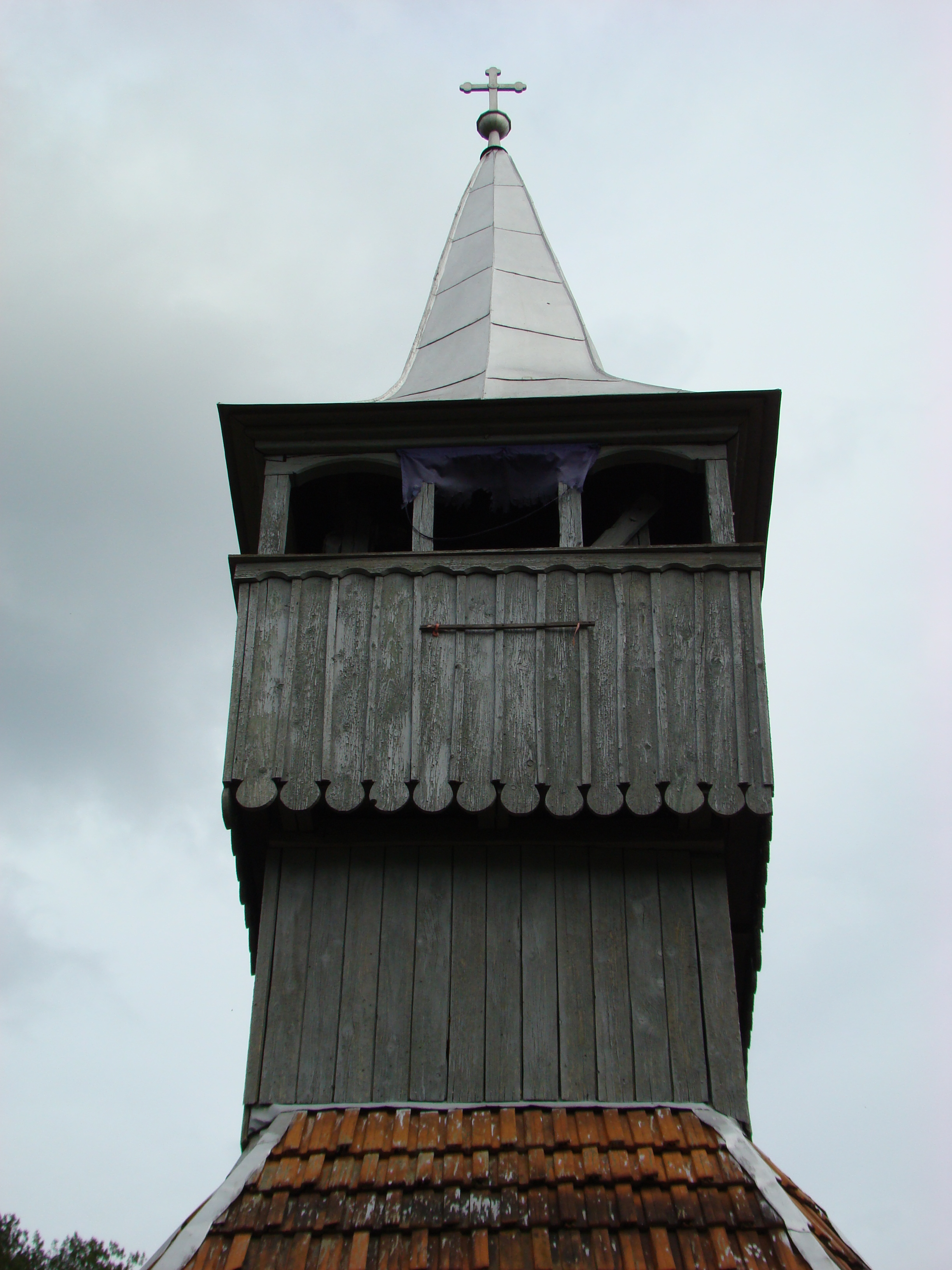
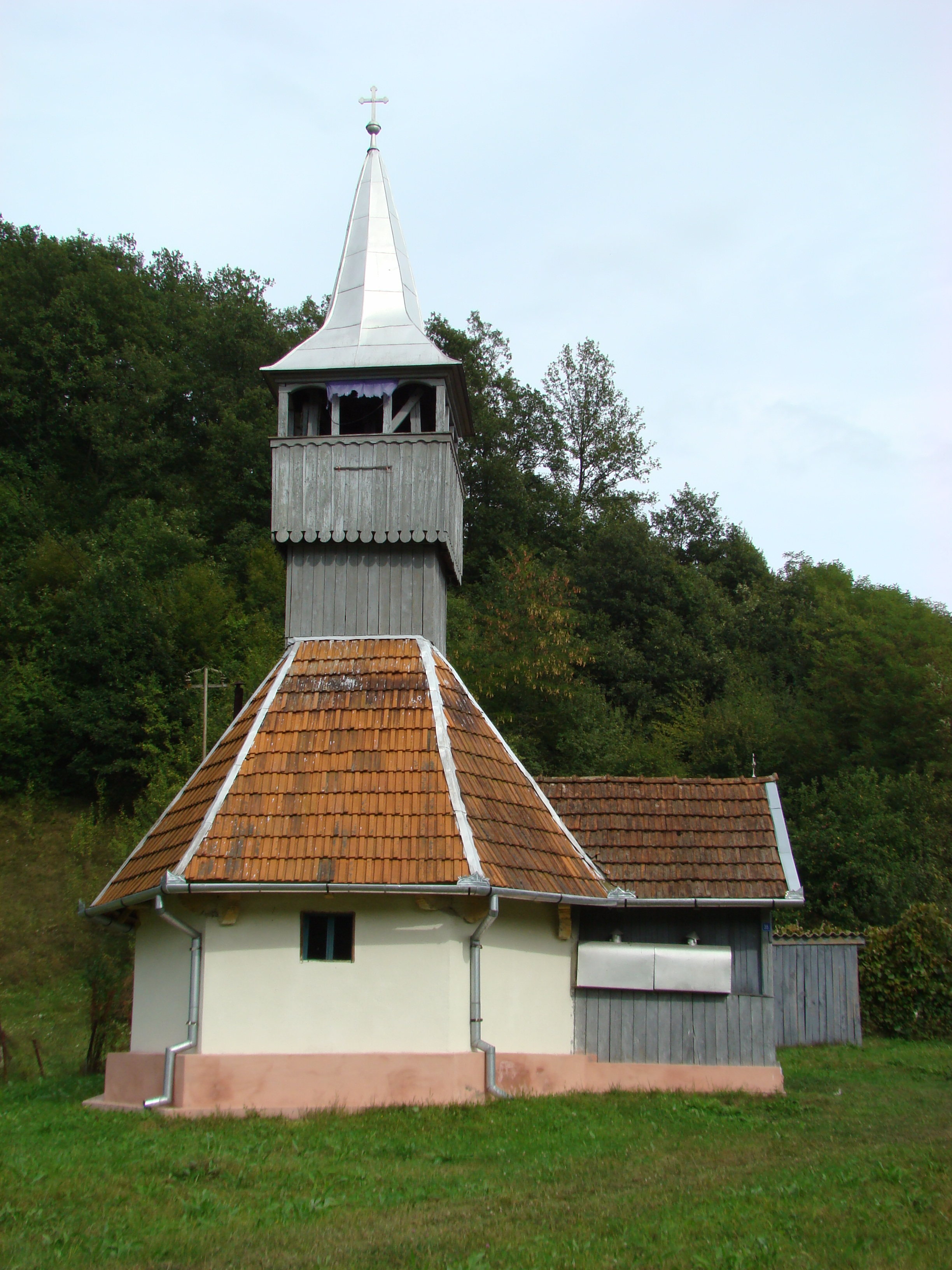
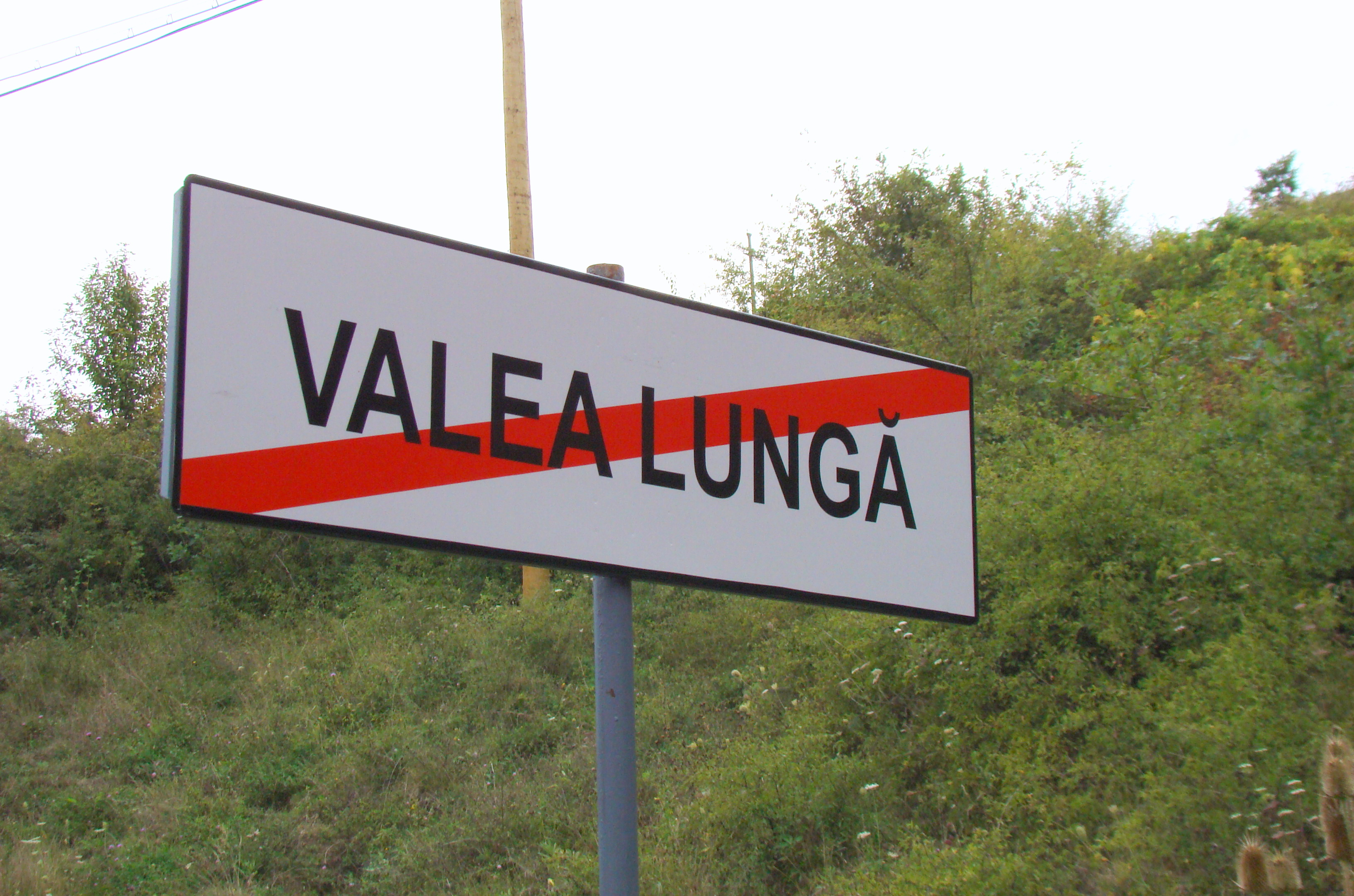